# باتريك نيلسن
باتريك نيلسن (بالدنماركية: Patrick Nielsen)‏ مواليد 23 مارس 1991 في الدنمارك، هو ملاكم محترف دانمركي يصنف ضمن فئة وزن فوق المتوسط بدأ مسيرته الاحترافية سنة 2009 حيث انتصر في نزاله الأول.

## إحصائيات
خاض خلال مسيرته 29 نزالا، فاز في 28 وخسر في 1. فاز بالضربة القاضية في 14 نزالا.

## روابط خارجية
- باتريك نيلسن على موقع بوكس ريك (الإنجليزية) (registration required)